# Toxomerus

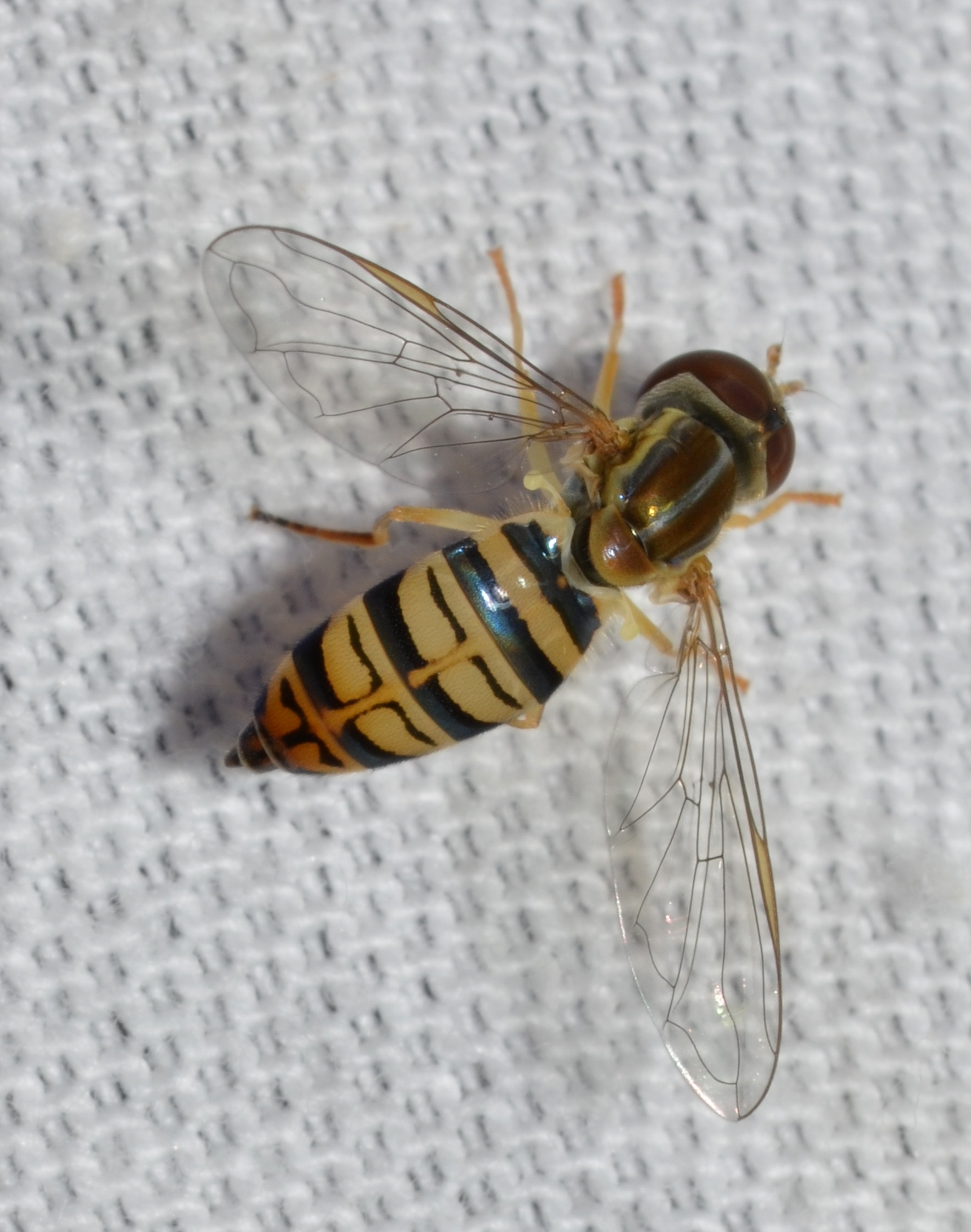
Toxomerus politus, macho

Toxomerus es un género de moscas sírfidas. Se las encuentra en muchas partes de Norte y Sur América.
La mayoría de las larvas se alimentan de pulgones. Se cree que las larvas de algunas especies se alimentan de polen. La hembra deposita un solo huevo cerca de una población de pulgones. Los adultos se alimentan de polen y néctar y visitan una gran variedad de flores. Hay 100 especies descritas. Son especialmente abundantes y variados en zonas tropicales donde posiblemente hay muchas especies aun no identificadas.
Posiblemente pasan el invierno como larvas del último estadio. Las pupas eclosionan en la primavera. Los adultos miden de 5 a 13 mm. Generalmente tienen bandas o diseños de colores negro o marrón oscuro alternando con amarillo o crema. Se asemejan a avispas o abejas.

## Especies
- Toxomerus aeolus (Hull,1942)[1]
- Toxomerus apegiensis (Harbach, 1974)[1]
- Toxomerus aquilinus (Sack, 1941)[5]
- Toxomerus arcifer (Loew, 1866)
- Toxomerus boscii Macquart, 1842
- Toxomerus confusus Schiner, 1868)[5]
- Toxomerus corbis (Walker, 1852)
- Toxomerus difficilis (Curran, 1930)[3]
- Toxomerus dispar (Fabricius, 1794)
- Toxomerus floralis (Fabricius, 1798)
- Toxomerus geminatus (Say, 1923)
- Toxomerus jussiaeae Vige, 1939
- Toxomerus marginatus (Say, 1823)
- Toxomerus occidentalis Curran, 1922
- Toxomerus papaveroi Borges & Couri, 2009[3]
- Toxomerus parvulus (Loew, 1866)
- Toxomerus pictus (Macquart, 1842)[1]
- Toxomerus politus (Say, 1823)
- Toxomerus procrasinatus Metz, 2001[5]
- Toxomerus sedmani Harbach, 1984[3]
- Toxomerus steatogaster (Hull, 1941)[3]
- Toxomerus teligera (Fluke, 1953)
- Toxomerus tibicen (Wiedemann, 1830)[5]
- Toxomerus verticalis (Curran, 1927)
- Toxomerus virgulatus (Macquart, 1850)[1]
- Toxomerus watsoni (Curran, 1930)[1]